# Choice Quality Stuff/Anytime
Choice Quality Stuff/Anytime è il terzo album degli It's a Beautiful Day, pubblicato dalla Columbia Records nel 1971. Il disco fu registrato al Columbia Studios di San Francisco, California (Stati Uniti).

## Tracce
Lato A (Choice Quality Stuff)
1. Creed of Love – 3:52 (David LaFlamme)
2. Bye Bye Baby – 3:35 (Fred Webb, Val Fuentes)
3. The Grand Camel Suite – 2:58 (Bill Gregory)
4. No Word for Glad – 3:22 (Rod Taylor)
5. Lady Love – 2:54 (Rod Taylor)
6. Words – 3:09 (Tom Fowler)

Lato B (Anytime)
1. Place of Dreams – 3:30 (Fred Webb, Tim Dawe)
2. Oranges & Apples – 2:41 (David LaFlamme)
3. Anytime – 3:47 (David LaFlamme, Fred Webb, Rod Taylor)
4. Bitter Wine – 3:18 (Fred Webb, Tim Dawe)
5. Misery Loves Company – 3:06 (Rod Taylor)

## Musicisti
Brano A1
- David LaFlamme - voce, violino
- Billy Gregory - chitarra
- Fred Webb - organo, accompagnamento vocale
- Bruce Steinberg - armonica
- Tom Fowler - basso
- Val Fuentes - batteria
- Pattie Santos - accompagnamento vocale

Brano A2
- David LaFlamme - voce, violino, accompagnamento vocale
- Billy Gregory - chitarra
- Fred Webb - pianoforte, accompagnamento vocale
- Bruce Steinberg - armonica
- Tom Fowler - basso
- Val Fuentes - voce, batteria
- Pattie Santos - accompagnamento vocale

Brano A3
- David LaFlamme - voce, violino, accompagnamento vocale
- Billy Gregory - chitarra acustia, chitarra elettrica
- Fred Webb - organo, accompagnamento vocale
- Tom Fowler - basso
- Val Fuentes - batteria

Brano A4
- David LaFlamme - voce, violino, chitarra ritmica
- Billy Gregory - chitarra
- Fred Webb - organo
- Rolf Boots Stuart - flauto
- Mitchell Holman - basso
- Val Fuentes - batteria
- Pattie Santos - voce

Brano A5
- David LaFlamme - voce, violino
- Billy Gregory - chitarra
- Fred Webb - organo, accompagnamento vocale
- Tom Fowler - basso
- Val Fuentes - batteria
- Pattie Santos - accompagnamento vocale

Brano A6
- David LaFlamme - voce
- Pattie Santos - voce
- Billy Gregory - chitarra
- Fred Webb - organo
- Val Fuentes - batteria
- Coke Escovedo - congas
- José Areas - timbales

Brano B1
- David LaFlamme - voce, violino
- Fred Webb - organo, pianoforte
- Billy Gregory - chitarra elettrica
- Hal Wagenet - chitarra acustica, chitarra elettrica
- Mitchell Holman - basso
- Val Fuentes - batteria

Brano B2
- David LaFlamme - chitarra acustica, violino, accompagna
- Robert Ferreira - sassofono alto
- Charles Peterson - sassofono baritono
- Bill Atwood - tromba
- Van Hughes - trombone
- Fred Webb - organo, corno francese, armonica, accompagnamento vocale
- Mitchell Holman - basso

Brano B3
- David LaFlamme - voce, chitarra ritmica
- Hal Wagenet - voce, chitarra solista
- Fred Webb - organo
- Robert Ferreira - sassofono alto
- Charles Peterson - sassofono baritono
- Bill Atwood - tromba
- Van Hughes - trombone
- Mitchell Holman - basso
- Val Fuentes - batteria, voce
- Pattie Santos - accompagnamento vocale

Brano B4
- David LaFlamme - voce, violino
- Hal Wagenet - chitarra
- Sid Page - violino
- Fred Webb - pianoforte, voce
- Mitchell Holman - basso
- Val Fuentes - batteria
- Coke Escovedo - congas
- Pattie Santos - voce, maracas

Brano B5
- David LaFlamme - voce, violino
- Gregg Rolie - pianoforte
- Billy Gregory - chitarra
- Fred Webb - organo, accompagnamento vocale
- Tom Fowler - basso
- Val Fuentes - batteria
- Pattie Santos - accompagnamento vocale